# Dominância orbital
Dominância orbital é um critério para um corpo celeste ser considerado planeta no Sistema Solar. Esse é um dos três critérios adotados pela União Astronômica Internacional (UAI) em sua definição de planeta.
Nos estágios finais de formação planetária, um planeta tem dominância orbital se não houver nenhum outro objeto de tamanho parecido além de seus satélites. Um corpo celeste que cumpre os outros critérios de planeta mas não possui dominância orbital é chamado de planeta anão, que compartilha sua zona orbital com outros objetos transneptunianos.